# 岩田幸宏
岩田 幸宏（いわた ゆきひろ、1997年7月31日 - ）は、兵庫県姫路市出身のプロ野球選手（外野手）。左投左打。東京ヤクルトスワローズ所属。

## 経歴

### ヤクルト入団まで
3人きょうだい（兄と姉）の末っ子として生まれ、4歳年上の兄の影響で野球を始める。東洋大学附属姫路高等学校卒業後は社会人のミキハウスに進む。ミキハウスで4年間プレーした後、同僚だった山崎悠生（群馬ダイヤモンドペガサス・信濃グランセローズ）からベースボール・チャレンジ・リーグ（ルートインBCリーグ）に入ることを勧められる。2019年のトライアウトを受験し、信濃グランセローズから特別合格を得て入団した。
社会人時代から俊足だったが「当てに行く」バッティングだったため、信濃のコーチを務めていた南渕時高はバットを「振る」ことを教え込んだ。打率は初年度が.350、2年目は.357を記録したほか、盗塁も2年目は29盗塁で成功率80.6%という結果を残した。2年目の2021年9月23日のリーグ選抜チーム対巨人三軍戦では、4番打者を務めて3打数3安打1打点2盗塁の成績を示し、帯同した神奈川フューチャードリームスコーチの乾真大からは「絶対NPBに行ける」というコメントを得た。独立リーグでのプレーは2年だけと決めていたが、10月11日のNPBドラフト会議で東京ヤクルトスワローズより育成選手ドラフト1位で指名され、入団した。背番号は024。ヤクルトのスカウトデスクを務める橿渕聡は「代走や守備固めを担ってくれる選手として指名した」と述べている。

### ヤクルト時代
2022年はイースタン・リーグでチーム2位の81試合に出場し、規定打席には到達できなかったが打率.275、盗塁15の成績を残す。この結果について本人は「成績は残せたのかな」としながらも「最低でも2割8分は打ちたかった」と述べている。
2024年3月31日に支配下登録されることが発表され、同日に一軍登録された。推定年俸は500万円、背番号は64。

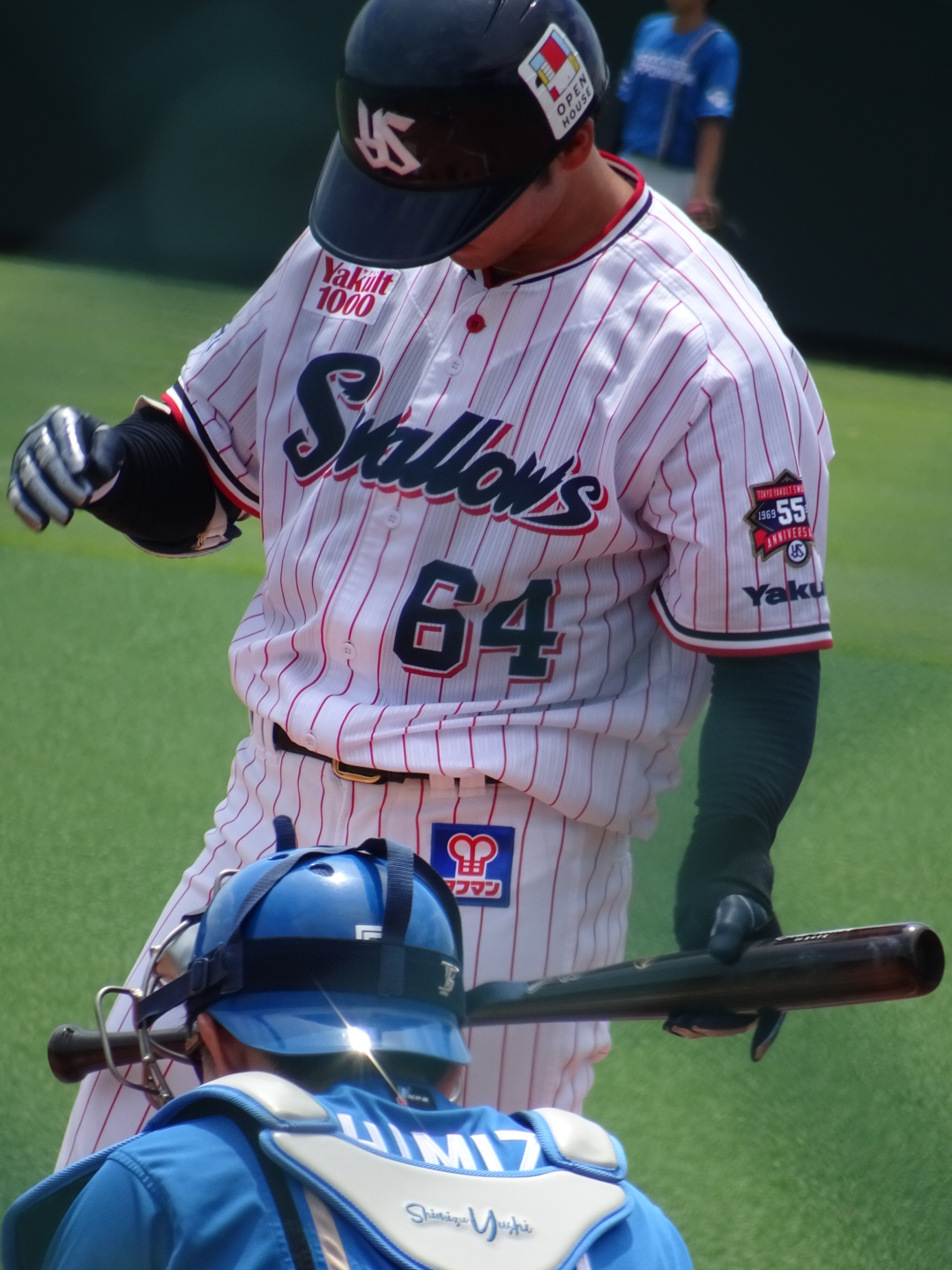

開幕後しばらくは主に二軍でプレーするも、塩見泰隆や並木秀尊ら外野手に故障離脱が重なり一軍に定着した。特に夏場以降は先発出場の機会も増え、2024年8月14日の対中日ドラゴンズ戦ではプロ初本塁打となる同点2ランとサヨナラ勝利の契機となる二塁打を含む3安打の活躍で、プロ入り初のお立ち台にも上がった。

## 選手としての特徴
俊足巧打が売りの外野手。50m5秒7の脚力を持つ。ただヤクルト入団前にはトレーナーから「走り方が汚いというか、無駄がある走り方」という指摘を受けていたという。
「股割り」をしてから打席に入り、投手に対して背を向ける独自のルーティーンをおこなう。その理由について「股関節を意識したいのと、焦って打席に入りたくない」と述べている。
目標とする選手は青木宣親。

## 詳細情報

### 年度別打撃成績
| 年 度     | 球 団     | 試 合 | 打 席 | 打 数 | 得 点 | 安 打 | 二 塁 打 | 三 塁 打 | 本 塁 打 | 塁 打 | 打 点 | 盗 塁 | 盗 塁 死 | 犠 打 | 犠 飛 | 四 球 | 敬 遠 | 死 球 | 三 振 | 併 殺 打 | 打 率 | 出 塁 率 | 長 打 率 | O P S |
| --------- | --------- | ----- | ----- | ----- | ----- | ----- | -------- | -------- | -------- | ----- | ----- | ----- | -------- | ----- | ----- | ----- | ----- | ----- | ----- | -------- | ----- | -------- | -------- | ----- |
| 2024      | ヤクルト  | 81    | 140   | 123   | 19    | 28    | 2        | 0        | 1        | 33    | 7     | 10    | 0        | 9     | 0     | 6     | 2     | 2     | 22    | 2        | .228  | .275     | .268     | .543  |
| 通算：1年 | 通算：1年 | 81    | 140   | 123   | 19    | 28    | 2        | 0        | 1        | 33    | 7     | 10    | 0        | 9     | 0     | 6     | 2     | 2     | 22    | 2        | .228  | .275     | .268     | .543  |

- 2024年度シーズン終了時

### 年度別守備成績
| 年 度 | 球 団    | 外野  | 外野  | 外野  | 外野  | 外野  | 外野     |
| 年 度 | 球 団    | 試 合 | 刺 殺 | 補 殺 | 失 策 | 併 殺 | 守 備 率 |
| ----- | -------- | ----- | ----- | ----- | ----- | ----- | -------- |
| 2024  | ヤクルト | 70    | 112   | 3     | 0     | 0     | 1.000    |
| 通算  | 通算     | 70    | 112   | 3     | 0     | 0     | 1.000    |

- 2024年度シーズン終了時

### 独立リーグでの年度別打撃成績
出典は「一球速報.com」。
| 年 度    | 球 団    | 試 合 | 打 席 | 打 数 | 得 点 | 安 打 | 二 塁 打 | 三 塁 打 | 本 塁 打 | 塁 打 | 打 点 | 盗 塁 | 盗 塁 死 | 犠 打 | 犠 飛 | 四 球 | 敬 遠 | 死 球 | 三 振 | 併 殺 打 | 打 率 | 出 塁 率 | 長 打 率 | O P S |
| -------- | -------- | ----- | ----- | ----- | ----- | ----- | -------- | -------- | -------- | ----- | ----- | ----- | -------- | ----- | ----- | ----- | ----- | ----- | ----- | -------- | ----- | -------- | -------- | ----- |
| 2020     | 信濃     | 56    | 176   | 143   | 29    | 50    | 5        | 3        | 0        | 61    | 17    | 23    | 6        | 4     | 2     | 25    | -     | 2     | 13    | 3        | .350  | .448     | .427     | .875  |
| 2021     | 信濃     | 63    | 290   | 249   | 64    | 89    | 6        | 5        | 0        | 105   | 27    | 29    | 7        | 6     | 3     | 27    | -     | 5     | 31    | 1        | .357  | .426     | .422     | .848  |
| BCL：2年 | BCL：2年 | 119   | 466   | 392   | 93    | 139   | 11       | 8        | 0        | 166   | 44    | 52    | 13       | 10    | 5     | 52    | -     | 7     | 44    | 4        | .355  | .434     | .423     | .858  |

### 記録

#### NPB
初記録
- 初出場：2024年4月2日、対広島東洋カープ1回戦（MAZDA Zoom-Zoom スタジアム広島）、8回表に川端慎吾の代走で出場
- 初先発出場：2024年4月5日、対阪神タイガース1回戦（明治神宮野球場）、「1番・中堅手」で先発出場[14]
- 初打席：同上、1回裏に青柳晃洋から二ゴロ
- 初安打：同上、3回裏に青柳晃洋から左前安打[14]
- 初盗塁：同上、7回裏に二盗（投手：桐敷拓馬、捕手：坂本誠志郎）[14]
- 初本塁打・初打点：2024年8月14日、対中日ドラゴンズ20回戦（明治神宮野球場）、8回裏に藤嶋健人から右越2ラン

### 背番号
- 6（2020年）
- 8（2021年）
- 024（2022年[6] - 2024年3月30日）
- 64（2024年3月31日[9] - ）